# Žan Rogelj
Žan Rogelj, né le 25 novembre 1999 à Kranj en Slovénie, est un footballeur international slovène qui joue au poste d'arrière droit au Charleroi SC.

## Biographie

### Carrière en club

#### NK Triglav Kranj
Né à Kranj en Slovénie, Žan Rogelj est formé par l'un des clubs de sa ville natale, le Triglav Kranj. Il joue son premier match en professionnel le 17 octobre 2017, à l'occasion d'une rencontre de coupe de Slovénie face au ND Gorica. Il entre en jeu en cours de partie, et son équipe s'incline par un but à zéro ce jour-là.

#### WSG Swarovski Tirol
Le 24 août 2020, Žan Rogelj rejoint l'Autriche en s'engageant avec le WSG Tirol,. Il joue son premier match sous ses nouvelles couleurs le 13 septembre 2020, contre le SV Ried, lors de la première journée de la saison 2020-2021 du championnat d'Autriche. Il est titulaire et son équipe s'incline par trois buts à deux.
Rogelj marque son premier but pour le WSG Tirol le 14 mars 2021 contre le Wolfsberger AC, en championnat. Titulaire, il délivre une passe décisive pour Tobias Anselm en plus de son but, et contribue ainsi à la victoire de son équipe par cinq buts à trois.

#### Charleroi SC
Le 18 mai 2023, Žan Rogelj s'engage pour 3 saisons au Sporting de Charleroi, club de 1ere division belge.
Rogelj inscrit son premier but pour Charleroi le 31 octobre 2023, à l'occasion d'une rencontre de coupe de Belgique face au KVV Thes Sport Tessenderlo. Il est titularisé et participe à la victoire de son équipe par trois buts à zéro.
Durant sa 1ere saison avec les "Zèbres", il est un titulaire indiscutable, malgré l'échec collectif du club, celui-ci devant passer par les playdowns pour assurer son maintien (loin des ambitions du club).
Il perd sa place de titulaire au profit de Jérémy Pétris depuis l'arrivée de l'entraîneur Rik De Mil en mars 2024.

### En sélection
Žan Rogelj représente l'équipe de Slovénie des moins de 18 ans de 2016 à 2017, pour un total de six matchs joués.
Avec l'équipe de Slovénie espoirs, il participe au championnat d'Europe espoirs en 2021. Il joue deux matchs lors de cette compétition, qui voit son équipe être éliminée dès la phase de groupe avec deux défaites et un nul.
Žan Rogelj honore sa première sélection avec l'équipe nationale de Slovénie le 4 juin 2021, lors d'un match amical contre Gibraltar. Il entre en jeu à la place de Petar Stojanović et son équipe s'impose largement par six buts à zéro.